# Furcadesha huddlestoni
Furcadesha huddlestoni är en stekelart som beskrevs av Donald L.J. Quicke 1986. Furcadesha huddlestoni ingår i släktet Furcadesha och familjen bracksteklar. Inga underarter finns listade i Catalogue of Life.